# Shazam! (série télévisée d'animation)
Pour les articles homonymes, voir Shazam.
Ne doit pas être confondu avec Shazzan.
Shazam (Shazam!) est une série télévisée d'animation américaine en treize épisodes de 22 minutes, produite par Filmation et diffusée du 12 septembre 1981 au 5 décembre 1981 sur le réseau NBC.
En France, la série est sortie en VHS en 1981 chez 3M Vidéo.

## Synopsis
Billy Batson est reporter auprès de Magic-TV. Lorsqu'il prononce le nom Shazam, il se transforme en Capitaine Marvel, un super-héros à la force herculéenne et capable de voler. Sa sœur Mary Batson, elle aussi se transforme en super-héroïne lorsqu'elle prononce le même nom : elle devient Mary Marvel. Le duo est complété par Freddy Freeman qui, lui, se transforme en Capitaine Marvel Jr.

## Distribution

### Voix originales
- Burr Middleton : Billy Batson / Capitaine Marvel
- Dawn Jeffory : Mary Batson / Mary Marvel
- Barry Gordon : Freddy Freeman / Capitaine Marvel Jr.

### Voix françaises
- Marc François : Billy Batson
- Francine Lainé : Mary Batson
- Philippe Dumat : Oncle Dudley
- Roger Carel : Tony le tigre, voix additionnelles
- Francis Lax : les méchants, voix additionnelles
- Roger Lumont : le narrateur

## Épisodes
1. Who's Who at the Zoo ?
2. The Incredible Sinking City
3. Best Seller
4. Flight 601 Has Vanished
5. Black Adam's Return
6. A Menacing Family Affair
7. Uncle Dudley's Wedding Day
8. A Little Something Extra
9. Girl of his Dreams
10. The Airport Caper!
11. Mr. Atom, The Smasher
12. Le Maître des étoiles (Star Master)
13. Le Miroir solaire (The Solar Mirror)